# Megaron

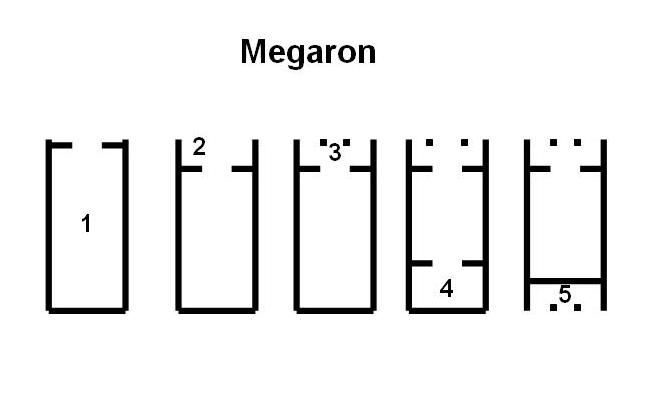
Vývoj megaronu: 1 – naos, cella; 2 – anty; 3 – předsíň (pronaos); 4 – zadní místnost (adyton); 5 – opistodomos

Megaron (řec. μέγαρον) je architektonický typ obdélného domu, později i chrámu a paláce, rozšířeného ve starověkém Středomoří.
Původně velký sál paláce, palácová stavba, později nejjednodušší chrámová stavba. Obdélná místnost naos s jedním vchodem v kratší stěně, kde pak vzniká krytá předsíň (in antis), případně i se sloupy, tvoří jádro klasického řeckého domu i chrámu. Hlavní prostor (naos) má uprostřed ohniště a nad ním otvor ve strmé sedlové střeše. Později se kolem chrámového megaronu stavěla i sloupořadí a ochozy.

## Historie
Megaron vznikal už ve středním neolitu v dnešním Řecku (Dimini, Sesklo) a v Levantě (Jericho). V mínojském období byl „mínojský megaron“ jako hlavní nebo trůnní sál jádrem královského paláce nebo jako samostatná stavba palácem místních knížat. V paláci v krétském Knóssu se takový trůnní sál zachoval. 

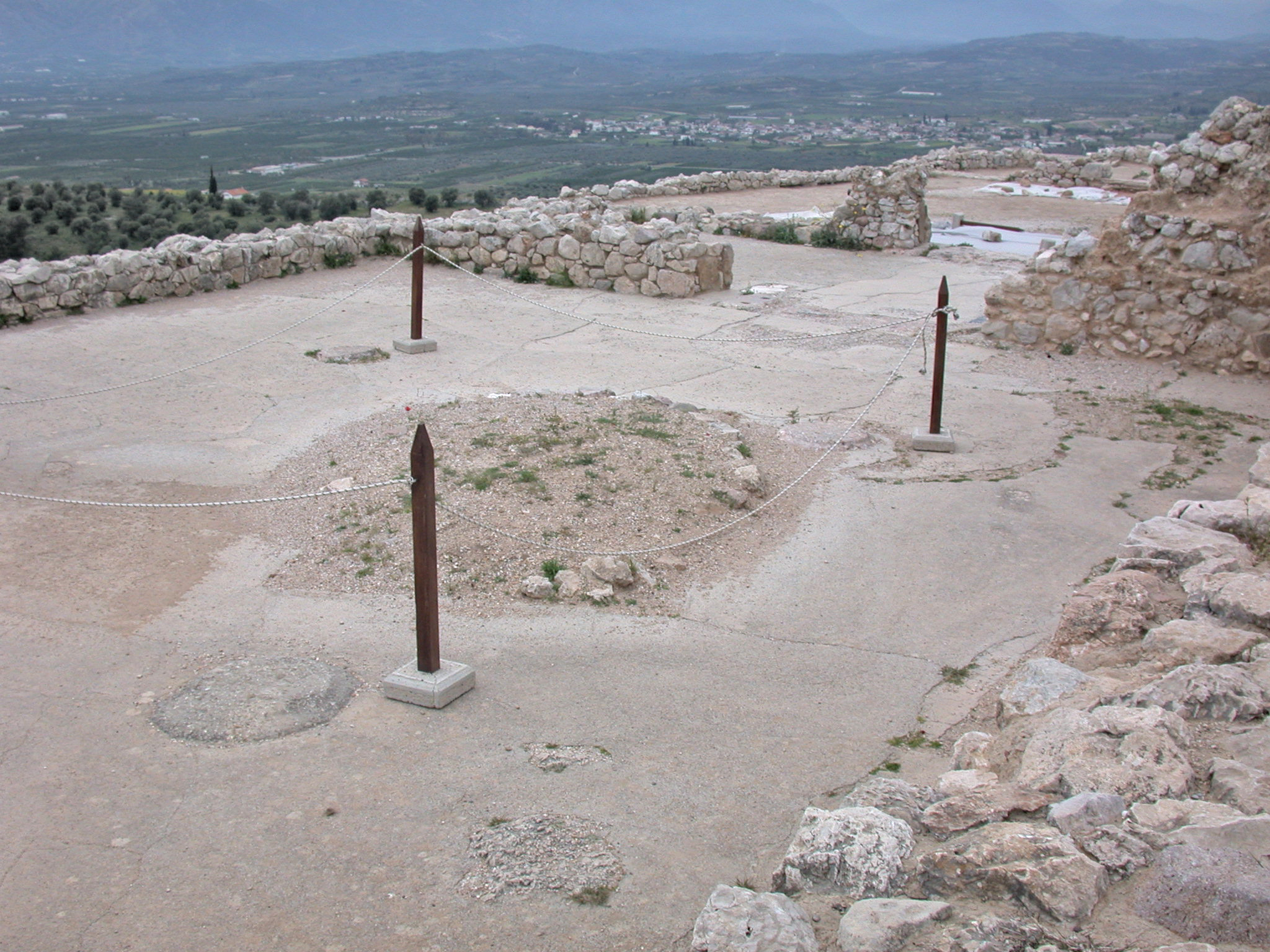
Mykénský megaron, uprostřed ohniště a naznačené čtyři sloupy.

V mykénském období dostal megaron pevnou formu jako ústřední stavba knížecího hradu. Takové megarony se nalezly v Mykénách, Tíryntu nebo v tzv. Nestorově paláci v Pylu. Podélné stěny vybíhaly dopředu (tzv. anty) a tvořily krytou předsíň, před vchodem byly dva sloupy. Uprostřed hlavního prostoru (naos) bylo kruhové ohniště, obložené kameny, a kolem něho čtyři sloupy. Za hlavním prostorem mohla být ještě zadní místnost.
Megaron se stal základem řecké chrámové architektury, která jej rozšířila o stupňovitou podstavu (stylobat), ochoz a jednoduché nebo dvojité sloupoví kolem celé stavby. Původně skromná dřevěná, později kamenná stavba je tak jednou z nejstarších architektonických forem. Odysseův megaron na Ithace je popsán v Homérově Odysseji, Šalamounův chrám v Jeruzalémě měl také tvar megaronu.